# P.C.R. Messina 1995-1996
La stagione 1995-1996 della P.C.R. Messina è stata la seconda in cui ha preso parte alla massima serie nazionale del campionato italiano femminile di pallacanestro.
La società messinese è arrivata 5ª in Serie A1 e ha partecipato alla Poule Ronchetti.

## Verdetti stagionali
Competizioni nazionali
- Serie A1:

stagione regolare: 5º posto su 12 squadre (11-11).
Poule Ronchetti.
Competizioni internazionali
- Coppa Ronchetti:

eliminata agli ottavi di finale (5-5)

## Rosa
| Giocatori |
| --------- |

| N° | Naz.                   | Ruolo | Sportivo          | Anno | Alt. |  |
| -- | ---------------------- | ----- | ----------------- | ---- | ---- |  |
|    | Stati Uniti (bandiera) | C     | Jennifer Gillom   | 1964 | 191  |  |
|    | Stati Uniti (bandiera) | A     | Janice Lawrence   | 1962 | 191  |  |
|    | Italia (bandiera)      | G     | Cristina Correnti | 1972 | 178  |  |
|    | Italia (bandiera)      | P     | Silvia Daprà      | 1961 | 173  |  |
|    | Italia (bandiera)      | A     | Elisabetta Pasini | 1967 | 180  |  |
|    | Italia (bandiera)      | P     | Angela Adamoli    | 1972 | 178  |  |
|    | Italia (bandiera)      | C     | Serena Stanzani   | 1966 | 188  |  |
|    | Italia (bandiera)      | P     | Monica Romano     | 1973 |      |  |
|    | Italia (bandiera)      | C     | Claudia Gasperini | 1974 | 188  |  |
|    | Italia (bandiera)      | G     | Sabrina Sidoti    | 1971 | 174  |  |
|    | Italia (bandiera)      | PG    | Monica Barbaro    | 1974 | 162  |  |

## Statistiche
| Giocatrice | Gare | Punti | Minuti | Tiri da due | Tiri da due | Tiri da due | Tiri da tre | Tiri da tre | Tiri da tre | Tiri liberi | Tiri liberi | Tiri liberi | Rimbalzi | Rimbalzi | Palle | Palle | Assist | Val. |
| Giocatrice | Gare | Punti | Minuti | R           | T           | %           | R           | T           | %           | R           | T           | %           | O        | D        | P     | R     | Assist | Val. |
| ---------- | ---- | ----- | ------ | ----------- | ----------- | ----------- | ----------- | ----------- | ----------- | ----------- | ----------- | ----------- | -------- | -------- | ----- | ----- | ------ | ---- |
| Gillom     | 28   | 688   | 1018   | 279         | 469         | 59,5        | 1           | 2           | 50,0        | 127         | 180         | 70,6        | 70       | 141      | 86    | 39    | 11     | 619  |
| Lawrence   | 28   | 606   | 1050   | 216         | 412         | 52,4        | 7           | 21          | 33,3        | 153         | 197         | 77,7        | 70       | 263      | 120   | 86    | 43     | 694  |
| Correnti   | 28   | 292   | 870    | 49          | 113         | 43,4        | 52          | 164         | 31,7        | 38          | 49          | 77,6        | 8        | 50       | 69    | 41    | 12     | 147  |
| Dapra'     | 24   | 186   | 747    | 22          | 51          | 43,1        | 35          | 83          | 42,2        | 37          | 49          | 75,5        | 3        | 15       | 43    | 45    | 28     | 145  |
| Pasini     | 28   | 126   | 567    | 32          | 60          | 53,3        | 17          | 40          | 42,5        | 11          | 21          | 52,4        | 4        | 18       | 31    | 27    | 5      | 88   |
| Adamoli    | 24   | 122   | 562    | 41          | 86          | 47,7        | 6           | 22          | 27,3        | 22          | 36          | 61,1        | 1        | 18       | 44    | 20    | 8      | 50   |
| Stanzani   | 27   | 55    | 385    | 18          | 57          | 31,6        | 0           | 0           |             | 19          | 28          | 67,9        | 16       | 32       | 24    | 16    | 1      | 48   |
| Romano     | 20   | 26    | 299    | 6           | 12          | 50,0        | 3           | 19          | 15,8        | 5           | 11          | 45,5        | 1        | 15       | 23    | 15    | 2      | 8    |
| Gasperini  | 19   | 4     | 79     | 2           | 8           | 25,0        | 0           | 0           |             | 0           | 0           |             | 4        | 4        | 4     | 3     | 0      | 5    |
| Sidoti     | 7    | 4     | 22     | 0           | 1           | 0,0         | 0           | 1           | 0,0         | 4           | 4           | 100         | 0        | 1        | 2     | 1     | 0      | 2    |
| Barbaro    | 7    | 0     | 26     | 0           | 0           |             | 0           |             | 0           | 1           | 0,0         |             | 0        | 0        | 2     | 3     | 0      |      |